# Blé des pharaons
Blé des pharaons  est le nom vernaculaire attribué à plusieurs variétés de céréales dont l’origine et la position taxonomique exacte demeurent sujettes à caution. Il existe en outre quelque présomption historique controversée selon laquelle des semences de blés anciens prétendument prélevées dans des tombes égyptiennes millénaires auraient ensuite subi avec succès un processus de germination qui aurait permis de relancer leur exploitation.

## Historique

### Prémices
L'affaire est initialement évoquée dans le London Times de septembre 1840 et le Farmer's Magazine de la même année puis débute par un article publié dans The Gardeners' Chronicle du 11 novembre 1843. Son auteur, resté anonyme, relate le cas d'un certain Martin Farquhar Tupper qui aurait réussi à obtenir « la germination de douze grains de blé recueillis au fond d'un vase d'albâtre resté clos depuis trois mille ans » que l'égyptologue britannique membre de la Royal Society et surnommé « the Father of British Egyptology » (le père de l'égyptologie britannique) Sir John Gardner Wilkinson lui aurait confiés afin de les soumettre à des tests et analyses complémentaires. L'information est relayée par divers rapports — publiés dans des revues telles que The Annals and Magazine of Natural History de 1846 sous l'égide de la Société botanique d’Édimbourg ainsi que le Report of the Commissioner of Agriculture for the Year affilié au département de l'Agriculture des États-Unis — qui tous corroborent l'authenticité de la germination. Pourtant, dans une communication datée du 11 décembre 1845, le Dr A. Inglish relève les doutes qui subsistent quant à l'alléguée provenance des semences examinées car il appert que nombre d'entre elles appartiendraient à une variété locale « contemporaine » de blé égyptien de type Triticum compositum, dont l'introduction subreptice — accidentelle ou volontaire — quelque peu « tardive » aurait pu accessoirement échapper à la vigilance initiale de quelque protagoniste.

### Drouillard
En mars 1857 — sous les houlettes respectives de l'agronome Jean-Baptiste Boussingault, du botaniste Joseph Decaisne et du naturaliste et mycologue Camille Montagne —, l'Académie des sciences publie un communiqué de l'entomologiste français Félix Édouard Guérin-Méneville selon lequel cinq grains de blé au pouvoir germinatif intact auraient été exhumés d'un « tombeau antique » et semés avec succès, produisant une récolte plus abondante qu'avec les blés courants de l'époque : 

« Ces grains, qui avaient été soustraits aux influences extérieures depuis plusieurs siècles, ayant paru très bien conservés, furent semés en 1849 et donnèrent d'abord une récolte de 1 200 pour un. C'est cette récolte qui est devenue la source d'essais comparatifs institués par M. Drouillard dans le midi, dans le centre de la France et en Bretagne. Depuis cette époque, les essais ont été continués ; mais c'est à partir de 1853 qu'ils ont pris un caractère sérieux en entrant dans la grande pratique. On a continué régulièrement les expériences jusqu'à présent et leurs résultats ont été constatés par des rapports légalisés émanant des autorités locales et de plusieurs membres de la Société d'agriculture de Morlaix, chargés par le sous-préfet de lui rendre compte de ces tentatives intéressantes. »

— Félix Édouard Guérin-Méneville, Note sur le blé Drouillard, variété de froment provenant d'un tombeau d'Égypte, Académie des sciences (France), 1857
 L'information est reprise discrètement par divers périodiques de l'époque, dont la Gazette de Lausanne du 11 mars 1957 qui l'inclut dans la rubrique « Fait divers ». Henri-Charles Geffroy et Pierre Sauvageot évoquent également cet événement dans leur livre Osiris, le miracle du blé paru en 1949 : 

« Et voici maintenant, découvert dans « L'Illustration » du 28 juin 1858 par mon éminent collaborateur Paul Grillo, le compte rendu d'une note remise à l’Académie des Sciences par M. Guérin-Méneville sur « le blé Drouillard, variété de froment provenant d'une tombe d’Égypte et propagée par les soins et l'initiative de M. Drouillard dans le Midi de la France et en Bretagne ». Cette expérience débute en 1849 avec cinq grains, soustraits aux influences extérieures pendant plusieurs siècles et pris dans un tombeau d'Égypte, en présence de celui qui les rapporta. »

A contrario, dans le Journal d'agriculture pratique et le Journal de l'agriculture parus en mars 1857, le journaliste Victor Borie spécialisé dans les questions d'économie rurale se montre moins affirmatif que ses confrères en soulevant quelques paramètres contradictoires que l’enthousiasme des premiers jours aurait tendu selon lui à éluder : 

« On sait qu'il a souvent été question de la germination extraordinaire des blés d'Égypte. C'est une tradition assez répandue que des grains de blé datant de plusieurs milliers d'années, et supposés trouvés dans des tombeaux égyptiens, jetés en terre, ont germé et produit des épis d'une richesse merveilleuse. Si on en croit la note envoyée à la Société par M. Drouillard et présentée par M. Guérin-Méneville, la gerbe de blé qui accompagnait cette note aurait été obtenue par le semis de cinq grains rapportés d’Égypte. M. Vilmorin, l'homme le plus compétent qu'il y ait en France lorsqu'il s'agit de céréales, a été prié d'examiner les blés remis à la Société par M. Drouillard. Malheureusement M. Vilmorin ne croit pas beaucoup aux prodiges du blé de momie. La première considération qu'il donne pour révoquer en doute l'authenticité de ce blé, c'est que les momies des tombeaux égyptiens étaient imprégnées de bitume ; les blés pris dans ces tombeaux sont naturellement enduits de la même substance et il a reconnu que les blés bituminés ne peuvent pas germer.  Cette objection ne paraît pas suffisante, car les grains de blé qui étaient déposés auprès des morts sont généralement renfermés dans des espèces d'urnes lacrymatoires en argile, scellées avec le plus grand soin, et se trouvent par conséquent complètement à l'abri du contact des substances bitumineuses. Mais la seconde objection de M. Vilmorin est sans réplique. Le blé offert à la Société est une variété qui appartient au nord de l'Europe. Or il n'est pas probable que les Égyptiens du temps de Pharaon envoyassent chercher en Russie les blés qu'ils destinaient à suivre leurs morts dans la tombe. M. Payen ajoute qu'au bout de huit ou dix ans il est bien rare qu'on obtienne la germination des froments. Le cotylédon renferme en grande abondance (environ les soixante centièmes) une matière grasse destinée à servir à la nourriture du jeune embryon. Cette substance oléagineuse rancit en quelques années et altère l'embryon. En général les blés de momie sont des blés modernes, vendus aux voyageurs confiants par les Arabes qui connaissent le prix que les Européens attachent à ces souvenirs d'un autre temps. Au reste, le blé présenté par M. Drouillard était un blé fort médiocre. »

— Victor Borie, Journal d'agriculture pratique et Journal de l'agriculture — 4 & 11 mars 1857

### Dedman
En 1949, Earl Dedman, un jeune pilote américain en poste au Portugal, reçoit trente-deux grains d'une race de blé géant émanant d'un collègue de travail qui lui confie en avoir recueilli les semences au cours d'un récent voyage en Égypte. Earl Deman fait parvenir cette acquisition à son père qui réside à Fort Benton dans le Montana aux États-Unis. Arrivé sur le sol américain, cette nouvelle céréale est désormais baptisée « blé du roi Toutânkhamon » — en anglais : « King Tut Wheat » — car on l'affuble d'une légende selon laquelle son origine proviendrait de l'exhumation d'une tombe égyptienne, ce qui lui confère un attrait supplémentaire, outre de contribuer à l'effet de nouveauté. Les semences sont donc plantées tout d'abord à titre expérimental entre 1950 et 1964 avant qu'un agriculteur du coin, du nom de Clinton Stranahan, ne décide de procéder à une culture à plus large échelle dans le but d'en présenter et promouvoir les fruits de la moisson sur le stand d'une foire agricole qui se tient dans sa région,.

### Sauvageot

#### Le blé d'Osiris

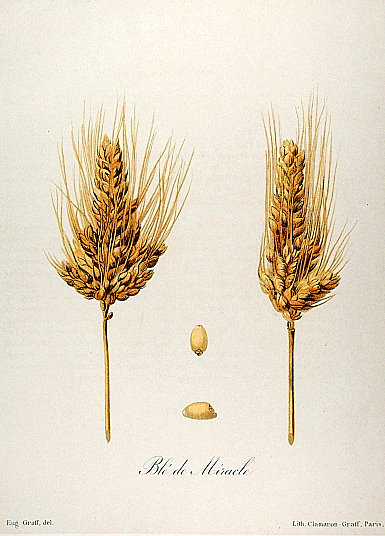
Blé miracle, probablement le blé d'Osiris auquel Sauvageot & Geffroy font allusion dans leur ouvrage.

Au chapitre intitulé « Le blé d'Osiris de Geffroy » tiré du livre Bio, fausses promesses et vrai marketing préfacé par Jean de Kervasdoué, Gil Rivière-Wekstein fait mention d'un épisode clé dans le parcours de Henri-Charles Geffroy, fondateur de La Vie claire. Le fil rouge « retrace l'histoire miraculeuse de quelques épis de blé retrouvés dans le sarcophage d'une reine d'Égypte. Ces épis, qui dateraient « de sept mille ans [sic] », ont été offerts au frère de Pierre Sauvageot » — orientaliste et préfacier du livre de Geffroy : Osiris : le miracle du blé — en la personne d'un médecin-acupuncteur et disciple du Dr George Soulié de Morant alias le Dr R. Sauvageot : les semences lui auraient été confiées par l'académicien Joseph de Pesquidoux à son retour d'un voyage exploratoire en Égypte. Toujours selon Wekstein, le Dr R. Sauvageot et son frère auraient cherché à cultiver, promouvoir et faire connaitre ces grains exceptionnels au grand public jusqu'à ce qu'Henri-Charles Geffroy « prenne l'affaire en main et distribue aux lecteurs de sa revue des sachets de ce blé aux vertus extraordinaires. » Dans son opuscule intitulé Les métamorphoses des idéologues de l’agriculture biologique, la sociologue et chercheur au LADYSS-CNRS Christine César indique même que Geffroy et les frères Sauvageot font de la promotion de ce blé antique un enjeu capital qu'ils baptisent « la mission du blé Osiris ». Dès 1948, de nombreux articles parus dans le périodique La Vie claire sont dévolus à cette thématique. Y figurent notamment les titres suivants : « Osiris le miracle du blé ; 
la légende d’Osiris ; une révélation sur les cérémonies rituelles du blé dans l’Ancienne Égypte ; action du fluide humain sur le blé ; mangeons du blé ». La semence à l'origine de tels intitulés est ainsi présentée comme ayant été retrouvée dans les pyramides d'Égypte. Pour en assurer une dissémination optimale, le journal se lance alors dans une véritable « croisade », envoyant gratuitement des échantillons destinés à être cultivés aux sympathisants de la revue, leur proposant « d'en planter quelques grains dans leur jardin, à condition qu'ils s'engagent à respecter la distance de trente centimètres entre chaque graine, à ne souiller la terre d'aucun engrais chimique ni avant, ni après la plantation, et à distribuer gratuitement autour d'eux la moitié de leur première récolte ». Le message s'accompagne d'un plaidoyer : « Nous faisons dégénérer le blé par de mauvaises pratiques agricoles. […] Dans la course descendante que suit actuellement l’humanité, l’intervention d’un blé auquel 7000 ans de sommeil ont épargné 7000 années de dégénérescence est seule capable de provoquer un rebondissement miraculeux des hommes vers les sommets d’un progrès réel. »

#### Presse
Le livre coécrit par Geffroy et Sauvageot est commenté par la Revue internationale des industries agricoles de 1949 : 

« Geffroy est, avec les frères Sauvageot, un des plus ardents défenseurs du « blé des Pharaons » qui, pendant soixante-dix siècles aurait gardé son pouvoir de germination. Son livre ne contient pas seulement des arguments en faveur de ce blé miraculeux, mais toute une philosophie de la nutrition, des conseils pratiques concernant la culture espacée du blé et le travail de la terre suivant la méthode Jean et le travail de la terre sans labours et sans engrais chimiques et des recettes de cuisine à base de blé fraîchement moulu. »

— Revue internationale des industries agricoles, 1949

Un encart intitulé « Le blé des pharaons sauvera-t-il le monde de la disette ? » paru dans le journal suisse L'Impartial en septembre 1947 relate également les tenants et aboutissants de cette histoire : 

« En 1938, M. Joseph de Pesquidoux, de l'Académie française, rapporte, d'un voyage en Égypte, quelques grains de blé provenant du tombeau d'un pharaon. Le bruit courut à l'époque que ces grains étaient susceptibles de germer et, l'expérience l'ayant prouvé, les sceptiques se récrièrent et allèrent jusqu'à prétendre que M. de Pesquidoux avait été la naïve victime d'un imposteur. Or, ce qui, à l'époque, n'était qu'une curiosité scientifique est devenu, la disette aidant, un sujet propre à passionner le monde, si l'on en juge par les résultats des expériences d'un des nombreux savants qui se sont occupés de ce blé, le docteur Sauvageot : « L'origine multi-millénaire de ces grains, nous dit-il, est évidente pour les raisons suivantes : 1. le témoignage de l'officier qui assistait aux fouilles ; 2. le fait qu'il n'existait par sur terre d'exemplaire de ce blé avant sa découverte dans le sarcophage. En effet, j'ai fait faire par un de mes amis une enquête en Égypte d'où il résulte que ce blé est absolument inconnu dans ce pays. Il n 'a donc pu être glissé subrepticement par un fellah. Ne l'assimilons pas, d'autre part, au blé dit « miracle » : ce dernier connu depuis longtemps, blé de un mètre de haut, avec ses épis non barbus, de 1,00 à 1,10 aux grains amidonneux, ne saurait être confondu avec le « blé des pharaons », blé de 1 m.80 à 2 m., avec des épis à très longue barbe, et contenant 220 à 294 grains par épi, grain demi-dur. Il faut admettre que les Égyptiens avaient des moyens inconnus aujourd'hui, de prolonger la faculté germinatrice du blé. » Ce blé, poursuit le docteur, si on voulait le cultiver et le répandre, pourrait sauver le monde des disettes : j'ai obtenu un rendement expérimental de 6 375 grains pour un grain semé et de huit kilos sur cinq mètres carrés, soit cent-soixante quintaux à l'hectare. Sans prétendre que ce rendement soit possible en grande culture, on peut tabler sur un rendement de 60 à 80 quintaux. Or, le rendement moyen en France est de l'ordre de douze à quatorze quintaux. » J'ai fait des expériences tant en France qu'au Maroc, je connais même des cultivateurs qui ont tenté des essais analogues et qui, l'an prochain, auront des semences en « très grande quantité. » Même si l'on ne partage pas la conviction du Dr Sauvageot quant à l'origine quasi légendaire de ce blé, ce qui paraît indiscutable, c'est que l'on se trouve en présence d'un blé extraordinaire et inconnu jusqu'ici dont la culture étendue pourrait apporter un soulagement appréciable à la pénurie européenne. Des résultats tangibles ne sont malheureusement pas à espérer avant plusieurs années. »

— L'Impartial, 26 septembre 1947, p. 7

#### Analyse

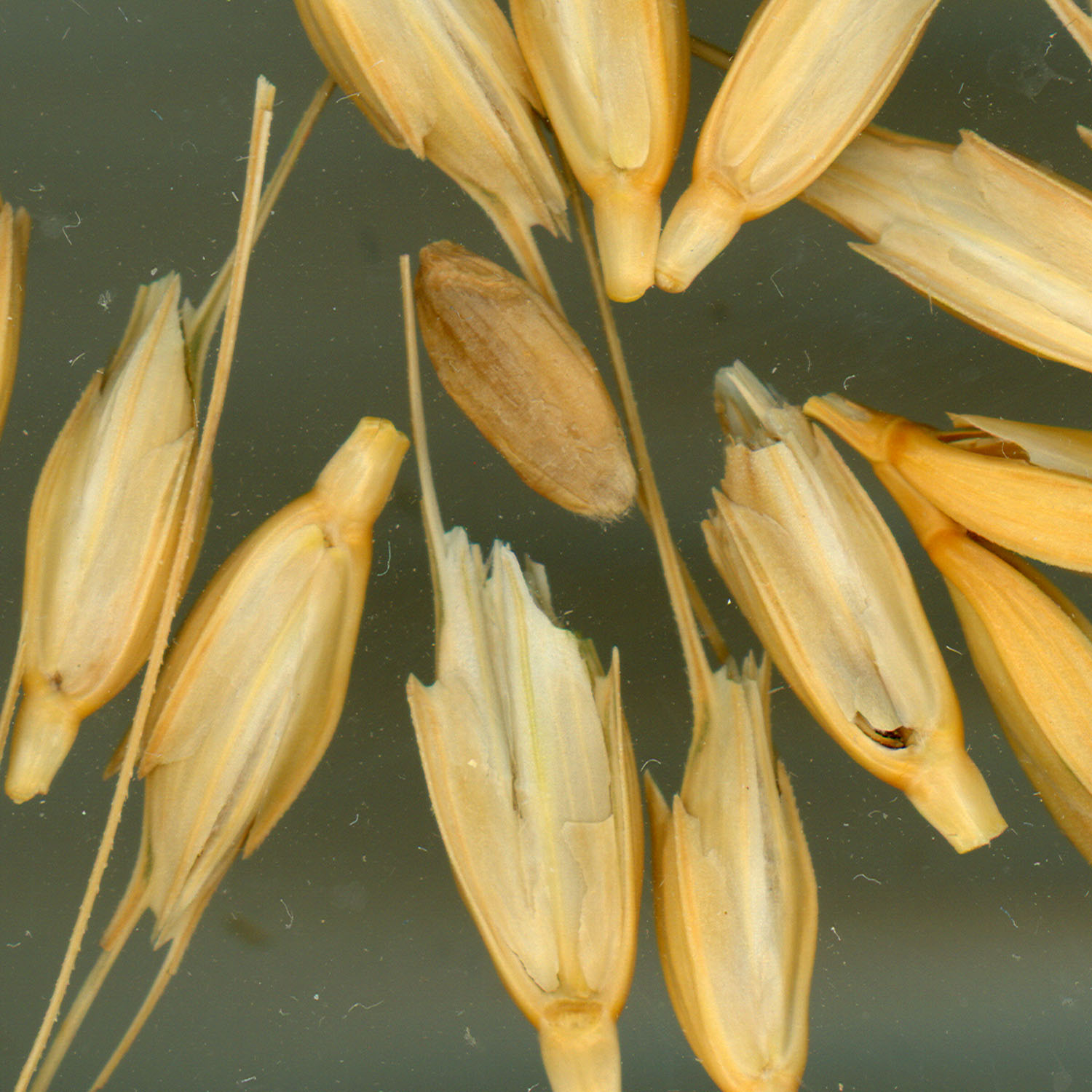
Engrain, petit épeautre ou, selon la nomenclature binominale, Triticum monococcum, appellation contemporaine du blé d'Osiris (sic) dont Geffroy relate le périple dans un ouvrage préfacé par Pierre Sauvageot : le frère de celui-ci, en la personne du Dr R. Sauvageot, médecin-acuponcteur, aurait, selon Geoffroy, recueilli les premières semences issues d'un sarcophage d'une reine pharaonienne. Elles lui auraient été confiées par Joseph de Pesquidoux après un voyage exploratoire en Égypte.

La page 9 de la préface rédigée par Pierre Sauvageot mentionne diverses appellations — dont « blé aux septuples têtes », « blé miracle » et « blé de la momie » — mais aussi un certain Triticum oegilopoïdès.
La préface dit également qu'« une enquête est en cours à Londres, au British Museum, où repose la reine d’Égypte, dont le double nous a transmis ces grains incomparables. En attendant ses résultats, chacun de nous, dans un esprit de parfait désintéressement et d'absolue tranquillité, se doit de recueillir les faits qui devraient inciter à la prudence les détracteurs de ce blé. Constatons simplement, pour l'instant, que sa variété, dénommée « blé aux septuples têtes », « blé miracle » et « blé de la momie », semble avoir vraiment réalisé une incomparable perfection, depuis les temps immémoriaux où le chasseur préhistorique, faisant le pas décisif sur la voie de son évolution, gratta la terre (et ne la retourna pas) pour cultiver le « Triticum oegilopoïdès » de l'Europe sud-orientale et de l'Asie Mineure. »
La page 10 fait allusion au « blé Drouillard » : « Et voici maintenant, découvert dans « L'Illustration » du 28 juin 1858 par mon éminent collaborateur Paul Grillo, le compte rendu d'une note remise à l'Académie des Sciences par M. Granier-Meneville sur « le blé Drouillard, variété de froment provenant d'une tombe d’Égypte et propagée par les soins et l'initiative de M. Drouillard dans le Midi de la France et en Bretagne ». Cette expérience débute en 1849 avec cinq grains, soustraits aux influences extérieures pendant plusieurs siècles et pris dans un tombeau d'Égypte, en présence de celui qui les rapporta. »
Au troisième chapitre figurant en page 62, l'auteur se réfère au botaniste et paléontologue autrichien Franz Unger, à Pline l'Ancien ainsi qu'au botaniste allemand Friedrich Georg Christoph Alefeld tout en fournissant quelques précision subsidiaires : « Connue des botanistes sous le nom de « Triticum turgidum » ou « tr. compositum », il existait autrefois une variété extraordinaire de blé, cultivée dans la région du Nil. Pline, d'ailleurs, signale une sorte de blé rameux donnant plus de cent grains à l'épi. Un botaniste allemand du siècle dernier, Alefeld, a démontré l'unité spécifique des espèces de blé « Triticum vulgare », « Tr. turgidum » et « Tr. durum », par l'observation attentive de leur forme lorsqu'ils sont cultivés dans des conditions semblables. »
Suit, en page 139, un descriptif du type de récolte escomptée destiné à celle ou celui qui planterait les graines en question : « À ceux qui, de bonne foi, doutent de l'authenticité du blé Osiris et de ses qualités, nous ne pouvons mieux faire que de leur proposer d'en planter quelques grains dans leur jardin, à condition qu'ils s'engagent à respecter la distance de trente centimètres entre chaque graine, à ne souiller la terre d'aucun engrais chimique ni avant, ni après la plantation, et à distribuer gratuitement autour d'eux la moitié de leur première récolte. Il leur suffira de nous demander, avant fin juillet, un sachet-échantillon, que nous leur enverrons gratuitement (joindre seulement, en timbres, le montant de l'affranchissement d'une lettre, plus deux francs pour l'enveloppe et la notice). Lorsqu'en juin de l'année suivante, ils verront jaillir à deux mètres du sol les épis énormes et ramifiés, sur des tiges devenues pleines pour supporter, sans se briser, le poids de leurs 200 ou 300 grains en touffes de 40, 50, 60 et jusqu'à 80 épis issus d'une seule graine, ils comprendront... »

#### Identification

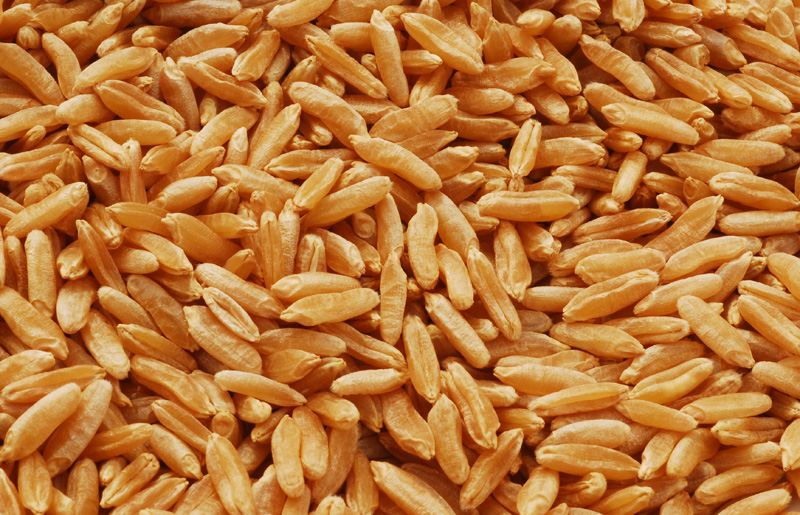
Grains de blé de Khorasan — appelé autrefois blé du roi Toutânkhamon — incarné sur cette image par un cultivar spécifique représenté par le label Kamut qui en assure la pérennité en œuvrant biologiquement au maintien de sa pureté originelle.

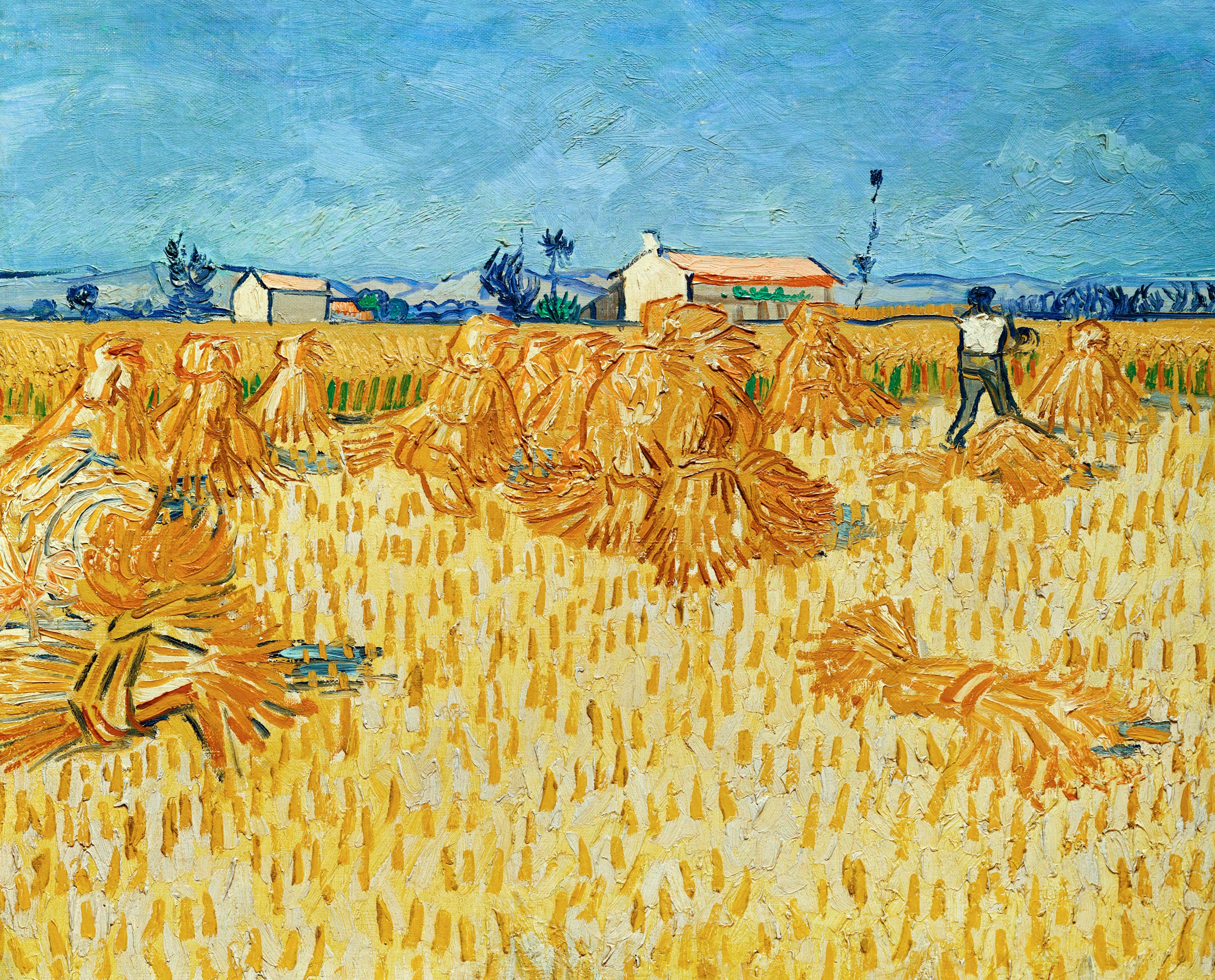
Blé meunier d'Apt, également appelé « touselle blanche de Pertuis », dont les semences ont été retrouvées et identifiées en 1985 chez un agriculteur retraité de Buoux par les techniciens du Parc naturel régional du Luberon. En voici une représentation picturale en 1888 par Vincent van Gogh via ce tableau intitulé Moisson en Provence ou Champ de blé avec des gerbes

Les questions qui surgissent de ce qui précède sont donc les suivantes :
À la lecture du contenu de la préface et du texte subséquent, il est difficile de déterminer avec précision le type de blé exact dont il pourrait être ici question : blé de Khorasan tel qu’enregistré — entre autres dénominations — sous un cultivar spécifique incarné par le label commercial Kamut, petit épeautre (engrain), blé poulard, blé miracle (également appelé Osiris), touselle, voire une autre variété.
Selon Michel Chauvet, du Centre de coopération internationale en recherche agronomique pour le développement (CIRAD) et ethnobotaniste à l'Agropolis Museum, la classification et la nomenclature des blés est embrouillée, ce qui en rend complexe l'identification issue des données du passé. D'une classification générale de type Triticum, le panorama des blés au début du XXe siècle par Vilmorin-Andrieux se présente peu ou prou comme suit :
- le blé branchu ou blé miracle, qui est un blé poulard de type Triticum turgidum subsp. turgidum, produit davantage de grains par épi par rapport aux autres. Cependant, une appréciation globale se devrait d'inclure concomitamment dans cette comparaison liminaire le poids moyen issu d'un grain en sus du nombre de talles par graine ainsi que la densité à l'hectare alliée à la qualité du grain lui-même. Or cette dernière est précisément contestée par Vilmorin-Andrieux[19]. Il convient également de noter que, depuis lors, cette variété de blé a été peu ou prou oubliée en culture. Ces blés ont été à plusieurs reprises qualifiés de blé miracle car on avait initialement subodoré qu'ils s'avéraient plus productifs que les autres[20]. On leur aurait ainsi attribué une origine beaucoup plus ancienne que ce qu'une analyse plus factuelle tendrait à suggérer. L'appellation blé des pharaons reposerait dès lors sur une affirmation pour le moins hâtive qui arguerait sans preuve scientifique suffisante que des semences auraient prétendument réussi à germer après avoir été retrouvées dans les tombes pharaoniques : il ne se serait agi en l'occurrence que de simples « variétés locales égyptiennes contemporaines[20] », d'autant que « la longévité des grains de blé en conditions normales ne dépasse pas vingt ans[20]. » Chauvet complète ce qui précède par une hypothèse selon laquelle « les archéologues aristocrates et néanmoins amateurs du XIXe siècle désiraient tellement que les blés de leurs fouilles germent qu'ils ont pu effectivement germer par l'entremise zélée de leurs aides égyptiens ou de leurs jardiniers[20]. »
- les blés cultivés en Égypte ancienne étaient des amidonniers : Triticum turgidum subsp. dicoccum[réf. souhaitée]
- le blé de Khorasan : Triticum turgidum subsp. turanicum[21] — également appelé blé dur baladi, dent de Chameau ou blé du prophète — remis au goût du jour sur le territoire américain dans les années 1980 par deux fermiers du Montana — Mack Quin et son fils Bob Quin — qui en ont enregistré l'un des cultivars sous le label commercial Kamut[21]. En 1967, les comptes rendus hebdomadaires des séances de l'Académie d'agriculture de France mentionnent que le « blé d'Orient (ou blé du Khorasan), à vingt-huit chromosomes en structure diploïde et à grain nu, décrit initialement de Perse, est aujourd'hui connu d'Asie Mineure, Mésopotamie, Syrie, Iran, Irak, Transcaucasie (plus particulièrement Ouzbékistan)[22] … »
- Triticum aegilopoides, mentionné par Pierre Sauvageot dans le livre de Geffroy[H 12], est une forme sauvage propre à un grain de type Triticum monococcum[réf. souhaitée]

#### Zététique

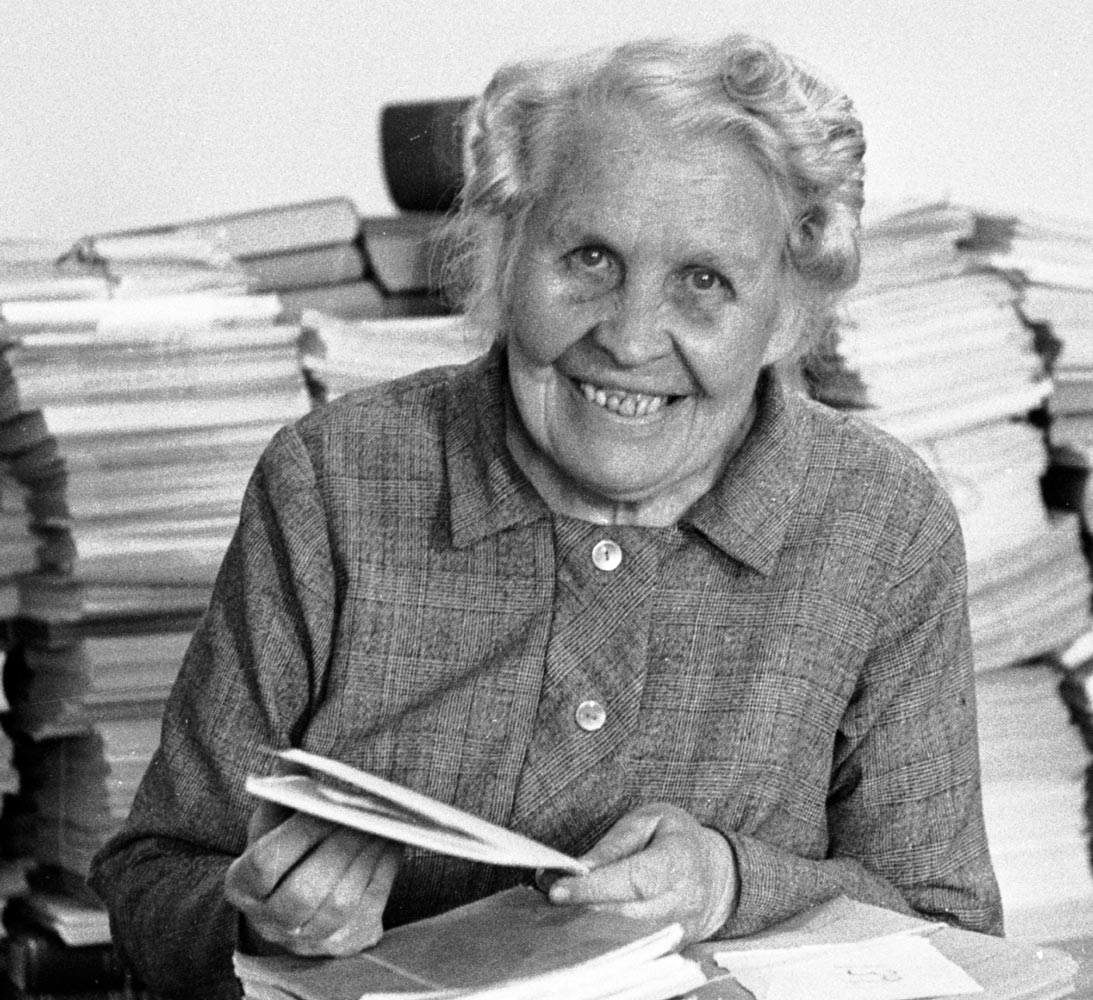
Le professeur Vivi Täckholm réfute la thèse du prétendu blé d'Osiris

Plusieurs scientifiques émettent quelque réserve quant aux assertions du Dr Sauvageot, dont notamment l'égyptologue Vivi Täckholm, alors professeure à l'université du Caire et attachée au Musée d'agriculture Fouad 1er. Elle argue entre autres que, « parmi les centaines de trouvailles de blé faites jusqu'à présent dans les tombeaux, aucun grain n'a jamais germé. » Elle en explique la raison selon laquelle « l'embryon est précisément la partie du grain qui se détruit la première, par un processus de carbonisation, de sorte qu'après quelques années déjà, le grain ne germe plus. » Cette experte dédiée s'étonne qui plus est du « rendement véritablement fabuleux de cent-soixante quintaux à l'hectare » que Sauvageot « dit avoir obtenu en essais dans son jardin, soit de soixante à quatre-vingts quintaux sur lesquels on pourrait tabler en grande culture. » Elle ajoute ensuite que « si l'expression est transposée du petit jardin dans les plaines de la Beauce ou du Maroc et qu'elle réussit en grand, alors personne ne chicanera plus M. Sauvageot sur l'origine de son blé : il sera tout simplement le bienfaiteur de l'humanité. » Puis de conclure sur une boutade : « M. Sauvageot n'a certainement pas mis la main sur un blé des Pharaons mais peut-être (qui sait ?) sur un blé des Mille et une Nuits ? »
Deux ans plus tard, une « chronique scientifique » intitulée « Les graines antiques provenant des sépultures peuvent-elles encore germer ? » — parue dans la Gazette de Lausanne du 23 décembre 1950 sous la plume du professeur P. Pilet de l'université de Lausanne — témoigne du même scepticisme face aux déclarations du Dr Sauvageot. Pilet se base en premier lieu sur les assertions de l'égyptologue Gaston Maspero qui, en 1901, « estime, non sans malice, que les expériences concernant la germination des graines des sépultures égyptiennes peuvent se diviser en deux séries : la première comprenant les graines achetées aux fellahs comme venant des tombeaux, la seconde groupant les graines trouvées dans les tombeaux par les personnes mêmes qui les ont données aux expérimentateurs. Pour Maspero, les premières germent toujours, les deuxièmes jamais. » Évoquant cependant le « cas troublant » de la momie végétante que lui aurait rapporté R. Pons, consul général de France au Caire, Pilet envisage accessoirement la possibilité que « [...] les procédés de conservation en usage chez les Égyptiens, inconnus, pouvaient fort bien augmenter le pouvoir germinatif des graines antiques. » Pilet cite également le Dr Sauvageot : « Si la dégénérescence des blés actuels ne fait pas l'ombre d'un doute, il est stupide d'entacher la réputation des blés égyptiens qui conservent leur pouvoir germinatif plus longtemps. » Fort de ce qui précède, le professeur Pilet conclut son ébauche sur une interrogation subsidiaire demeurée sans réponse : « Tout le problème est là. Et on peut se demander si ces mystérieuses substances qui ont conservé d'une façon si parfaite les couleurs de momies dans les sépultures égyptiennes n'auraient pas une action sur le pouvoir germinatif des graines qui les accompagnaient. Des déterminations sérieuses qui ont tendance à prouver que les graines antiques véritables ont conservé une partie des hormones caractéristiques et des enzymes que contiennent nos graines actuelles. »
Dans un autre ordre d'idées, davantage enclin à concevoir une possible réalité insoupçonnée, le professeur, neurochirurgien et occultiste J.-M. Sánchez-Pérez, auteur de plusieurs ouvrages spécialisés — dont « Our sixth sense : an organic theory of the unknown » ou encore « A doctor's odyssey » — se déclare prêt à concevoir le postulat d'un pouvoir germinatif potentiel — même tardif — des graines découvertes dans certaines tombes égyptiennes anciennes, fondant les bases mêmes de son hypothèse sur les vertus formologiques découlant spécifiquement de l'entité pyramidale, une conception qui rejoint en quelque sorte une partie des théories précédemment émises par Georges Barbarin dans son livre multi-réédité : « Le secret de la grande pyramide ».

## Autre occurrence

### Un dattier nomméMathusalem
La revue Science de juin 2008 rapporte qu'une semence de dattier de Judée est parvenue à germer après plus de deux mille ans de latence. Le fruit du résultat est alors baptisé Mathusalem, faisant explicitement référence au personnage historique le plus âgé figurant dans les écritures saintes. Le périodique Horticultural Reviews précise en outre que l'équipe s'est attachée à tenter l'expérience sur des graines qui avaient été autrefois récupérées lors de  fouilles archéologiques avant d'être laissées à l'abandon dans un entrepôt depuis la Grande révolte arabe de 1936-1939 en Palestine mandataire[réf. souhaitée].